# 體節
体节（somite）是一组双侧成对轴旁中胚层（paraxial mesoderm）的块状结构，其沿头尾轴在分节动物胚胎期体节形成（somitogenesis）阶段发生，為動物胚胎中身體分節發育的單位。
节片（metamere）或分裂片，是分节动物身上一系列同源体节中的一个。
术语  somite 与 metamere 常用作同义词，somite 用来代替 metamere；在这个定义中，somite 是动物身体平面中同源成对结构，如环节动物和节肢动物所具有的单位结构。

## 分化
体节的分化包括同律分节、异律分节、系列重复这三种情况。
同律分节指大部分体节在形态结构和功能上基本一致的分节现象，以环节动物门多毛纲的沙蚕为典型代表；沙蚕非繁殖期的大部分体节为同律分节，其每节均有体腔室、神经节及其分支、后肾管、侧血管及成对的附肢（疣足）等构造。其他应归入同律分节范畴的动物如：扁形动物门多节绦虫纲的动物、动吻动物门、有爪动物门、软体动物门多板纲和单板纲动物及脊索动物门部分组织器官的分节等。
异律分节指体节在形态结构和功能上不同（有分化）的分节现象，节肢动物门的異律分節主要涉及外胚层衍生结构的分节。异律分节除了主要存在于节肢动物门中，微颚动物门、半索动物门和环节动物门中亦有存在。系列重复指动物体的有些系统出现规则重复现象。
系列重复可以涉及内胚层组织的重复，如扁形动物门三肠目涡虫和纽虫等，它们体表没有呈现出明显的分节，但其内部身体纵轴向的消化道常分出规则成对的肠盲囊，生殖腺亦在体两侧成对规则排布，神经系统及纽虫循环系统的血管均呈现为规则重复。此外，线虫具有与Ｆ⁃肌动蛋白分布相一致的角质环（系列凝结物环）及连续排列的运动神经元；线形动物幼虫具有环状角质层结构；鳃曳动物门具有环状角质层结构和相应的环状肌肉，一系列均匀间隔的环状神经束；棘头虫躯干的环状收缩和相应的环状肌肉及一系列环状通道；缓步动物门胚体中的躯干节段和中胚层囊，成对的附肢和少数相应的重复的肌肉组和躯干神经节等一系列结构；棘皮动物门腕上的骨板和管足的规则排布等均可以看作是系列重复。

## 節肢動物門
節肢動物門屬于異律分節。在原始甲殼類中，體節被認為是身體構型的一部分。在現今甲殼類身上，某些體節可能已經融合。在异律分节基础上，功能相近或相关联的体节组合到一起形成动物身体的结构和功能明显不同的单位，称为分部，如虾和蟹等的头胸部和腹部，蝗虫等昆虫的头部、胸部和腹部等。

## 外部連結
- Template:EmbryologyUNSW